# Guillaume Sorel
Pour les articles homonymes, voir Sorel.
 (octobre 2012).
Si vous disposez d'ouvrages ou d'articles de référence ou si vous connaissez des sites web de qualité traitant du thème abordé ici, merci de compléter l'article en donnant les références utiles à sa vérifiabilité et en les liant à la section « Notes et références ».
Guillaume Sorel, né à Cherbourg le 25 mars 1966, est un auteur de bande dessinée et illustrateur français.

## Biographie
Après un BEP-CAP en génie civil, Guillaume Sorel rejoint en 1983 l'École des arts appliqués de Lyon. Il intègre en 1985 l'École Supérieure des Beaux-Arts de Paris.
À partir de 1987, il publie ses premières illustrations dans les magazines Scales et Casus Belli, illustre des jeux de rôles pour Oriflam (la série RuneQuest) et Descartes et collabore aux trois numéros du fanzine Karpath.
Guillaume Sorel et Thomas Mosdi réalisent leur première bande dessinée L'Île des morts (1991 - 1996), une série fantastique publiée aux éditions Vents d'Ouest dans la collection « Gris Feu ».
Guillaume Sorel et Mathieu Gallié publient ensemble un récit pour le collectif Les Diables, Le Fils du Grimacier et quelques années plus tard la série Algernon Woodcock.
À partir de 1996 débute la série Mens Magna sur un scénario de Froideval puis en 1999, Guillaume Sorel retrouve Thomas Mosdi pour le diptyque Amnésia. En 2000, Guillaume Sorel signe son premier album solo Mother, une histoire de vampires.
En 2002, Guillaume Sorel et Mathieu Gallié lancent la série Algernon Woodcock. Un spin-off intitulé Contes des Hautes Terres sort la même année. En 2009, il publie aux Éditions Casterman le roman graphique Mâle de Mer sur un scénario de Lætitia Villemin.
Guillaume Sorel et l'écrivain Laurent Seksik coscénarisent l’adaptation du roman Les derniers jours de Stefan Zweig. L'album paraît en février 2012, jour commémoratif des 70 ans de la mort de l'auteur autrichien Stefan Zweig.
Après Mother, sorti en 2000, il travaille à nouveau en solo et 2013 voit la sortie de l'album Hôtel Particulier. En 2014, a lieu la première adaptation du Horla, de Guy de Maupassant chez Rue de Sèvres. 
Après une première collaboration avec Serge Le Tendre en 2008 dans un album collectif (Paroles d'étoiles aux Éditions Soleil), Vents d'Ouest leur propose de travailler ensemble autour des grands crimes : J'ai tué Abel sort en 2015.  
Guillaume Sorel est aussi illustrateur, signant de nombreuses couvertures de livres, dans des collections fantastiques. De fin 2015 à début 2016, il abandonne pour un temps la bande dessinée afin de se consacrer à son travail d'illustrateur et de peintre.
En avril 2018, Bluebells Wood, où Sorel est au scenario et au dessin, a été édité aux Editions Glénat.

## Œuvres

### Bandes dessinées
- L'Île des morts, scénario de Thomas Mosdi, Vents d'Ouest :

1. In Cauda Venenum, 1991 ;
2. Mors Ultima Ratio, 1992 ;
3. Abyssus Abyssum invocat, 1993 ;
4. Perinde ac cadaver, 1994 ;
5. Acta est fabula, 1996.

- Le Fils du Grimacier, scénario de Mathieu Gallié, Vents d'Ouest, 1995.
- Mort à outrance, scénario de Thomas Mosdi, Vents d'Ouest, 1996.
- Mens Magna, scénario de François Froideval, Soleil :

1. Les Loups de Kiev, 1996 ;
2. L'Aigle d'Égypte, 1997 ;
3. Le Crépuscule des Titans, 1998.

- Amnésia, scénario de Thomas Mosdi, Le Téméraire :

1. Orphée, couleurs de Michel Crespin, 1998 ;
2. Eurydice, 1999.

- Mother, Casterman, 2000[5].
- Typhaon, scénario de Dieter, Casterman :

1. Éléonore, 2000[6] ;
2. Vernon, 2001.

- Algernon Woodcock, scénario de Mathieu Gallié, Delcourt :

1. L'Œil fé 1, 2002 ;
2. L'Œil fé 2, 2003 ;
3. Sept Cœurs d'Arran 1, 2004 ;
4. Sept Cœurs d'Arran 2, 2005 ;
5. Alisandre le Bel, 2007 ;
6. Le Dernier Matagot, 2011.

- Contes des hautes terres, scénario de Mathieu Gallié, Delcourt :

1. La longue nuit, 2002 ;
2. La sixième couronne, 2006 ;

- Les Contes de l'Ankou, collectif scénario de Jean-Luc Istin, Ronan Le Breton, Soleil Productions :

1. Hantise, 2003 ;
2. Qui est mon père ?, 2005 ;

- N'Être, scénario de Laëtitia Villemin, Le Peu Importe Association, 2005.
- Mâle de mer, scénario de Laëtitia Villemin, Casterman, 2009.
- Prague Itinéraires, avec Christine Coste, Casterman / Lonely Planet, 2011.
- Les Derniers Jours de Stefan Zweig, coscénarisé avec Laurent Seksik, Casterman, 2012.
- Hôtel Particulier, Casterman, 2013[7].
- Le Horla, d'après Guy de Maupassant, Rue de Sèvres, 2014.
- J'ai tué… Abel, scénario de Serge Le Tendre, Vents d'Ouest, 2015.
- Bluebells Wood, Glénat, 2018.
- Macbeth, Roi d'Ecosse, scénario de Thomas Day d'après l’œuvre de William Shakespeare, Glénat :

1. Le Livre des sorcières, 2019 ;
2. Le Livre des fantômes, 2021.

- Couverture de Méfie-toi d'une femme qui lit, collectif, Éditions Daviken, 2021

### Illustration
- 2014 : Alice au Pays des Merveilles, texte de Lewis Carroll, traduction de Henri Parisot (Rue de Sèvres)

### Illustrations de couvertures
Guillaume Sorel a illustré de nombreuses couvertures de revues, notamment Bifrost.
Il a également illustré des couvertures de romans chez Pocket, Denoël, Mnémos, Fleuve Noir, Le Bélial ou Gallimard.

### Expositions
- 2021: chez Huberty & Breyne à Bruxelles[8]
- 2022 : plus de 40 de ces œuvres, notamment des planches de Macbeth, Roi d'Ecosse à Cléguer en 2022[2],[9]

## Récompense
- 2006 : prix Bonnet d'âne à Quai des Bulles pour Algernon Woodcock[10].